# 本因坊
本因坊（ほんいんぼう）

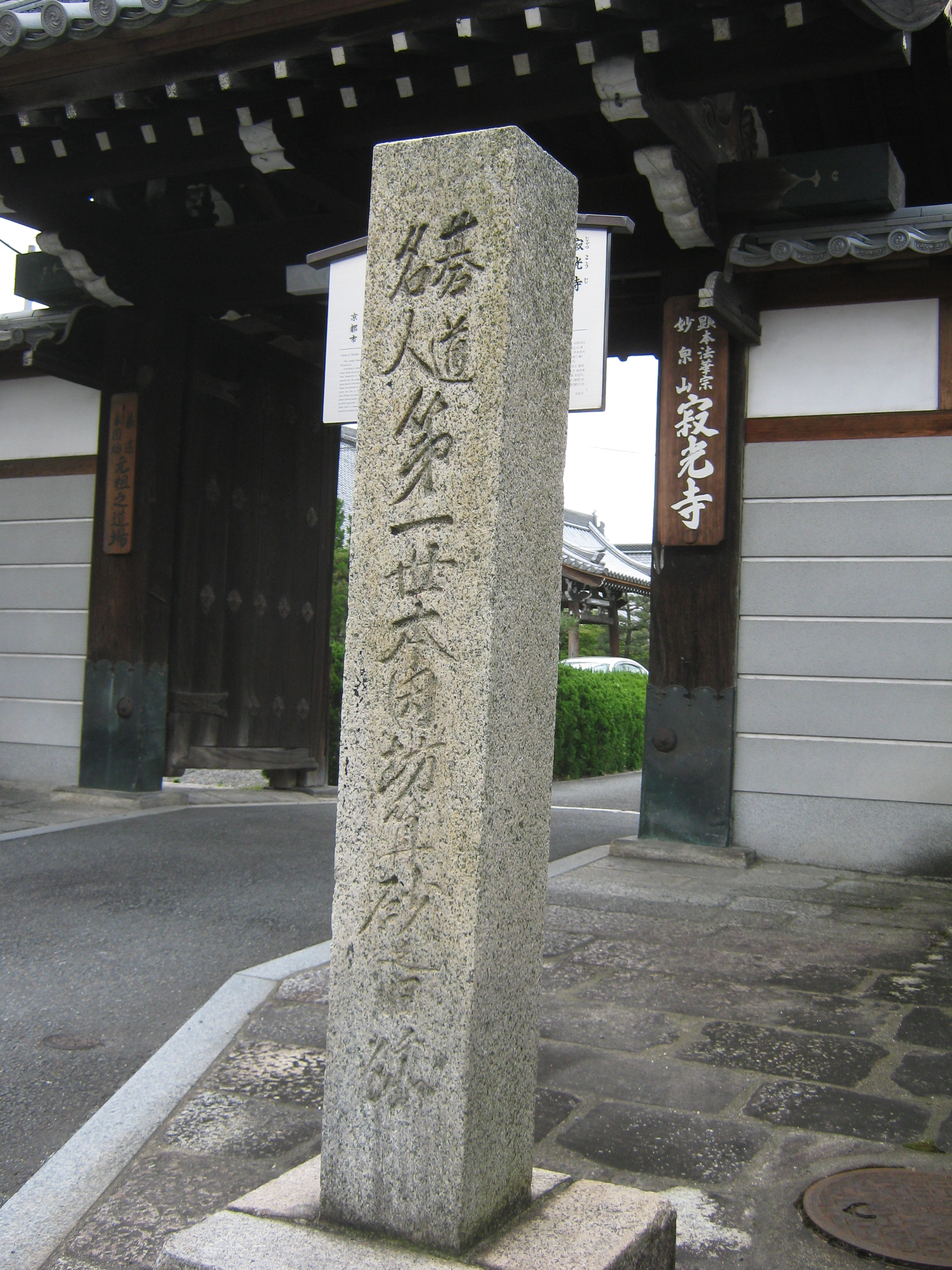
第一世本因坊算砂旧跡、京都市左京区仁王門通東大路西入南側寂光寺前

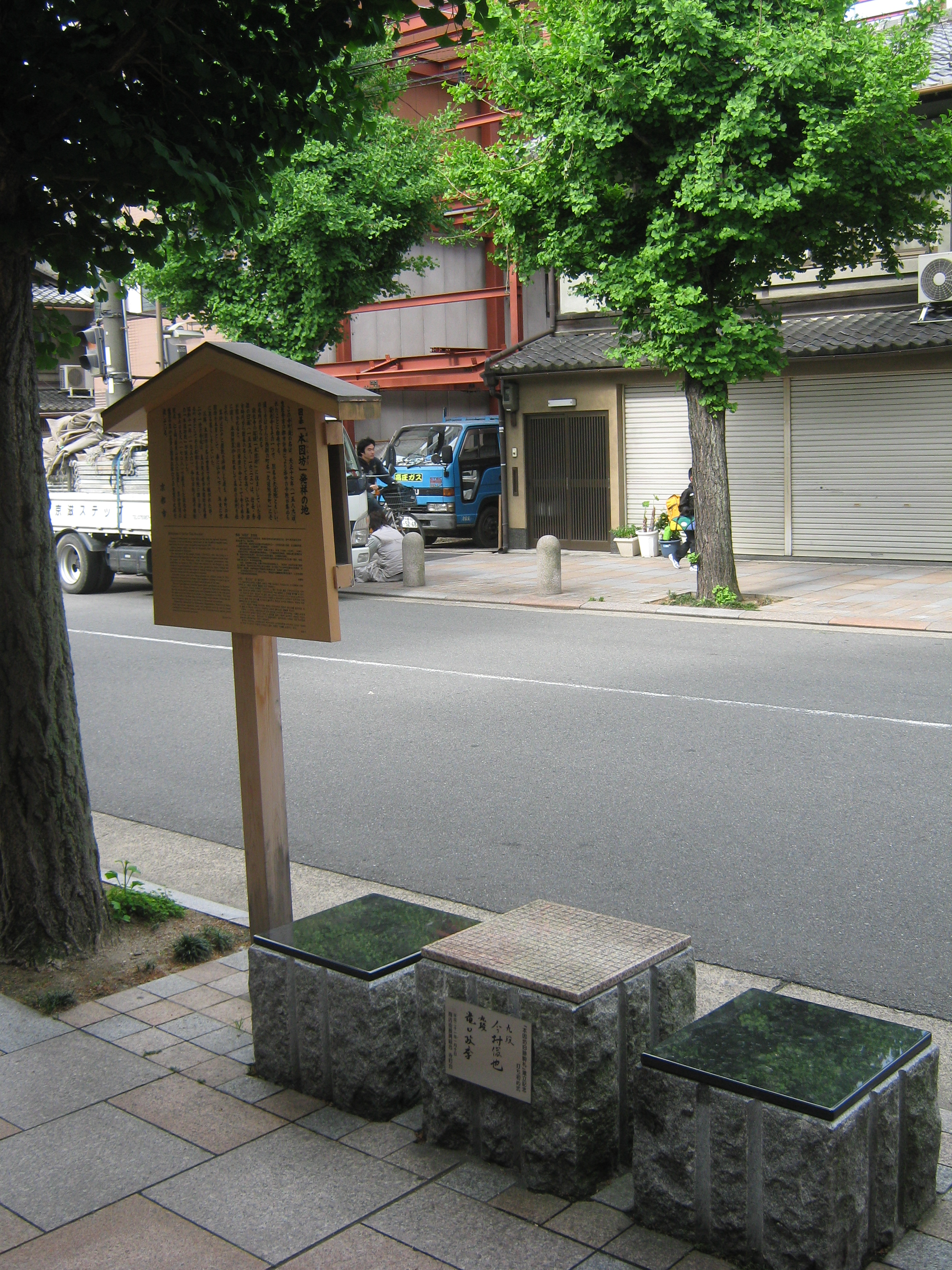
囲碁本因坊発祥の地、京都市中京区寺町通夷川上る東側

1. 江戸時代、安井家・井上家・林家と並ぶ囲碁の家元四家のうちの一つ（→後述の「本因坊家」を参照）。
2. 昭和になって創設された、囲碁の棋戦の一つである本因坊戦に優勝した棋士に贈られるタイトル（→後述の「本因坊戦」を参照）。

## 本因坊家
織田信長・豊臣秀吉・徳川家康の三英傑に仕えた（とされる）日海（一世本因坊算砂）を開祖とする家系。「本因坊」の名は、算砂が住職を務めた寂光寺の塔頭の一つに由来する。「本因坊」はもとは連声して「ほんにんぼう」と読んだが、囲碁の普及に伴って「ほんいんぼう」と読まれるようになった。
以降5人の名人を含め名棋士を輩出し、江戸期を通じて囲碁四家元、将棋方三家の中で絶えず筆頭の地位にあった。道策・丈和・秀和・秀策・秀栄などは、中でも高名である。明治以後にもその権威は受け継がれるが、1938年（昭和13年）に二十一世本因坊秀哉が引退した際、その名跡を日本棋院に譲渡し、家元制から実力制に移行することとなった。1941年（昭和16年）に第1期本因坊戦が開催され、現在まで続いている。
本因坊家の外家としては、水谷家（水谷琢元、水谷琢順、跡目琢廉、跡目順策、水谷四谷）がある。

## 歴代世襲制本因坊
本因坊家歴代家元を以下に記す。十九世秀栄、二十世秀元は再就位。また、表の下にある4名は、跡目（次期家元）に指名されたものの、就位しなかった者である。
| 世数     | 棋士       | 生年  | 名人     | 段位       |
| -------- | ---------- | ----- | -------- | ---------- |
| 一世     | 本因坊算砂 | 1559- | 一世名人 |            |
| 二世     | 本因坊算悦 | 1611- |          |            |
| 三世     | 本因坊道悦 | 1636- | 準名人   |            |
| 四世     | 本因坊道策 | 1645- | 四世名人 | 二代目碁所 |
| 五世     | 本因坊道知 | 1690- | 六世名人 | 四代目碁所 |
| 六世     | 本因坊知伯 | 1710- |          | 六段       |
| 七世     | 本因坊秀伯 | 1716- |          | 六段       |
| 八世     | 本因坊伯元 | 1726- |          | 六段       |
| 九世     | 本因坊察元 | 1733- | 七世名人 | 五代目碁所 |
| 十世     | 本因坊烈元 | 1750- | 準名人   | 八段       |
| 十一世   | 本因坊元丈 | 1775- | 準名人   | 八段       |
| 十二世   | 本因坊丈和 | 1787- | 八世名人 | 六代目碁所 |
| 十三世   | 本因坊丈策 | 1803- |          | 七段       |
| 十四世   | 本因坊秀和 | 1820- | 準名人   | 八段       |
| 十五世   | 本因坊秀悦 | 1850- |          | 六段       |
| 十六世   | 本因坊秀元 | 1854- |          | 六段       |
| 十七世   | 本因坊秀栄 | 1852- | 九世名人 |            |
| 十八世   | 本因坊秀甫 | 1838- | 準名人   | 八段       |
| 十九世   | 本因坊秀栄 | 再任  | -        | -          |
| 二十世   | 本因坊秀元 | 再任  | -        | -          |
| 二十一世 | 本因坊秀哉 | 1874- | 十世名人 |            |

- 四世跡目 - 本因坊道的　七段
- 四世跡目 - 本因坊策元　七段
- 十一世跡目 - 本因坊知策　五段
- 十四世跡目 - 本因坊秀策　七段

## 本因坊戦

### 創設
当初は、東京日日新聞及び大阪毎日新聞主催で、のち二社が合併して毎日新聞社主催となる。
1934年（昭和9年）、東日学芸部長の阿部眞之助が囲碁及び将棋の「実力名人戦」を企画し、1935年に将棋の名人戦が開始。囲碁は本因坊秀哉の意向もあり本因坊戦とされ、1936年に秀哉は日本棋院に本因坊の名跡を譲渡。阿部の部下の黒崎貞治郎が担当して本因坊戦は1939年（昭和14年）に開始することになった（本因坊戦が開始する前の東日及び大毎は「全日本囲棋選手権大会」及び本因坊秀哉の引退碁を掲載していた）。
最後の世襲本因坊二十一世本因坊秀哉名人の、本因坊の名は棋界随一の実力者が名乗るべきものであるという思いから、選手権制による本因坊戦「本因坊名跡争奪・全日本専門棋士選手権大手合」が行われることになった。囲碁におけるタイトル制度はこれが始まりであり、以後に始まる多くの棋戦のモデルとなった。
なお、女流戦にも女流本因坊戦がある。

### 実施方式
- 第1-5期までは、2年で1期の開催。第6期から1年1期となる。この変更が、本因坊就位直後の橋本宇太郎率いる関西棋院独立の一因にもなった。
- 第78期までは、前年度の本因坊七番勝負敗退者と前年度のリーグ戦二位から四位までの4人に加え、最終予選によって4人を選出し、計8名によるリーグ戦を行って挑戦者を決定していた。ただし最上位者が複数の場合には挑戦者1名を決めるために挑戦者決定戦（プレーオフ）を行う。リーグ戦の五位以下は陥落となり、翌年度は再び最終予選からの参加になっていた。このため、入りやすいが陥落もしやすいという特徴があり、勝ち越しながら陥落した例が、第64期（2008-2009年）までの間に16回ある[5]。本因坊リーグは棋聖・名人リーグとともに三大リーグと呼ばれ、ここに参加することが一流棋士の証とされていた。
- 第79期からは予選を勝ち抜いた棋士と前期挑戦手合および挑戦者決定戦敗者（79期のみ前期挑戦手合敗者及びリーグ上位3名シード）がノックアウト方式のトーナメントで挑戦者を決定する[6]。
- 六段以下の棋士が本因坊リーグ入りを果たした場合、七段に昇段していた。またリーグに優勝して挑戦権獲得が決まったら八段に、さらに本因坊位を奪取した場合九段へ昇段していた[注 2]。
- 挑戦者はタイトル保持者と挑戦手合五番勝負を行い、優勝者を決める。五番勝負は全国の有名旅館・ホテルを舞台に戦われる。

## 本因坊戦の歴史

### 創設
1934年、21世本因坊秀哉は引退にあたり、その名跡を全棋士に開放して実力制本因坊戦を開始することを決意した。この背景には、秀哉が後継者として期待していた小岸壮二が夭折していたこと、将棋界で13世関根金次郎名人の引退と共に1935年から名人戦が開始予定だったことがあるといわれる。なお、本因坊戦の創設にあたったのは、東京日日新聞学芸部長の阿部眞之助、およびその部下の黒崎貞治郎である（なお、戦後になって、毎日新聞学芸部副部長で、後に作家に転じた井上靖が本因坊戦の運営を行ったこともある）。
1939年、準備が完了して、本因坊戦が開始された（方式など、詳しくは第1期本因坊戦の項を参照）。当時の高段者が参加して4度のトーナメント戦が行われ、その合計ポイントの上位2名による決戦によって争われた。本命と見られていた呉清源は4度のトーナメントのうち2回優勝したが、規定によりポイント不足で涙を飲んでいる。1位となった関山利一と2位の加藤信の間で六番勝負が行われて3勝3敗となり、1941年7月、規定により予選1位の関山が初代実力制本因坊の座に就いた。
1943年の第2期には橋本宇太郎が挑戦者として登場したが、関山は神経性の胃痛と嘔吐に襲われ、第2局の途中で棄権。橋本が第2期本因坊となった（方式など、詳しくは第2期本因坊戦の項を参照）。倒れた関山に代わり、弟子の梶原武雄が打ち継ぐという話も出たが、これは当然実現しなかった。
またこの時には「挑戦者決定リーグの第2位の者が、6ヶ月以内に本因坊に挑戦できる」という規定があった。このルールにより木谷實が挑戦を行うと表明したが、橋本は対局料として3万円を要求し、これを木谷が工面できず挑戦を諦めるという場面もあった。
1945年第3期の本因坊戦には岩本薫が挑戦者に名乗りを挙げる。物資の不足する中で勝負は行われるが、広島市郊外で行われた第2局が原子爆弾の被害に見舞われる（原爆下の対局）。こうした中でも本因坊戦は打ち継がれ、3-3の五分になった後、1946年7月の高野山の決戦によって岩本が新本因坊に就いた。岩本は第4期にも木谷の挑戦を退け、防衛を果たす。

### 東西対決
1948年の第5期には関西在住の橋本宇太郎が挑戦者として登場し、4-0のストレートで本因坊を奪取する。しかしこの時期関西地区の棋士は関東への反発が高まっており、さらにこの年から「本因坊戦を一期一年とする」という発表がなされた。この発表は橋本の就位に合わせ、しかも橋本に何の断りもなくなされたことから、ついに関西棋士の反感が爆発した。この結果、1950年に橋本を総帥として関西棋院は独立を宣言することとなった。
橋本から本因坊を剥奪せよとの声もあった中、日本棋院は新鋭・坂田栄男を挑戦者として送り込んだ。満天下の注目の中、坂田は3-1と橋本を追い込むが「首を洗ってきました」と開き直った橋本は残りを3連勝し、逆転で防衛を果たした。このきっかけとなった第5局の対局が山梨県の昇仙峡でなされたことから「昇仙峡の逆転劇」と呼ばれる。この時橋本が敗れていれば、関西棋院は崩壊していたと見る者も多い。

### 高川格9連覇
翌1952年の第7期には、高川格が挑戦権を獲得する。当時高川はまだ実績がなく、期待する者はほとんどなかったといわれる。第1局で高川は歴史的見損じを演じて日本棋院側を落胆させるが、本人はこれで冷静になり、第2局以降を4連勝して予想外の奪取劇を演じた。
平明な棋風だが非力と見られていた高川は、本因坊になってもその力は正しく評価されていなかった。しかし高川は木谷・杉内雅男・島村利博・藤沢朋斎といった実力者の挑戦を次々に退け、連覇を重ねた。特に木谷は毎年好成績を挙げ、計3度本因坊に挑戦しながら奪取は成らず、悲運の大棋士と呼ばれた。
1960年の第15期には藤沢秀行が挑戦。2-1とリードする。第4局も藤沢優勢であったが、ここで高川は無コウ（無効なコウダテ）を使い、藤沢がうっかりそれに受けてしまうというハプニングが起きた。藤沢はこれに気づいて精神的に動揺し、ミスを重ねて敗局。高川はその後も連勝で押し切り、9連覇を達成した。
この9連覇において、高川は奪取を果たした第7期は4-1、島村利博を挑戦者として迎えた第10期を4-0で勝った以外は、全て4-2で勝利を収めている。高川はいち早くコミ碁に対応し、七番勝負の闘い方を心得た新時代の勝負師と呼ばれた。

### 坂田栄男7連覇
1961年、10年前に橋本に逆転負けを喫して以来挑戦権に縁のなかった坂田栄男がついに登場する。41歳の坂田は積年の鬱憤を晴らすように4-1で本因坊を奪取、ここに坂田時代が幕を開けた。1963年には名人も奪取、秀哉以来の「本因坊名人」が誕生した。この時期坂田は圧倒的強さを発揮し、高川の2度のリターンマッチも粉砕、山部俊郎・藤沢秀行もストレートで降している。1963年から67年にかけては挑戦手合17連勝という大記録を達成し、満天下にその実力を見せつけた。
7連覇を果たした坂田のタイトルを奪ったのは、新鋭林海峰だった。すでに坂田から名人位を奪っていた林は、2度目の挑戦となった1968年の第23期、フルセットの激闘の末坂田から本因坊を奪い取る。林はここに本因坊名人となり、覇者は交代した。

### 木谷一門の時代
翌1969年には、予選を這い上がってリーグ入りを果たし優勝した22歳の加藤正夫五段が登場するが、林の壁に阻まれ4-2で敗退。しかし1971年には木谷門下第二の刺客・22歳の石田芳夫が挑戦権を獲得。石田は「林さんの、いったいどこが強いんですか」と公言した上で林を降し、木谷門下の時代の先鞭をつけた（ただし数年後、石田は「林さんはこれまで戦った中で最強の人だった」と評価を改めている）。石田は林の2度のリターンマッチも撃退。第30期には坂田栄男が登場し、石田を3-1でカド番に追いつめるも、第5局終盤の攻め合いでミスをし、以後連敗。石田は劇的な形で5連覇を果たし、名誉本因坊（24世本因坊）の資格を手にした。
石田が6連覇を狙った第31期には、やはり木谷門下の武宮正樹が登場。4-1で石田を降し、初の本因坊に輝いた。武宮の豪快な宇宙流布石はファンの人気を集め、アマチュアの間にも三連星がブームとなった。
しかし翌年、兄弟子の加藤正夫が挑戦者として登場。加藤は第1局で「殺し屋」の本領を発揮、武宮の大石を撲殺して先勝すると、その勢いのままに4-1で本因坊位を奪取した。加藤は3連覇を果たすが、第35期には武宮が本因坊を奪回、雪辱を果たした。
翌第36期には趙治勲が挑戦者となり、4-2で本因坊を奪取。史上4人目の「名人本因坊」となり、若き第一人者として君臨することとなった。翌年はライバル小林光一の挑戦を退ける。小林はこれを含め4度本因坊に挑んでいるが、全て趙の前に敗れ去っている。しかし第38期、林海峰が3連敗の後の4連勝という大逆転で13年ぶりの本因坊復位を果たした。林にとって3連敗4連勝は10年前に石田相手に果たして以来2度目であった。
1985年の第40期には武宮正樹が林を4-1で降した。3度の本因坊就位は史上唯一である。武宮は山城宏相手の挑戦手合で「上大ゲイマガカリ」の奇手を披露するなど、独創的なスタイルで4連覇を果たした。

### 趙治勲10連覇
しかし第44期には武宮の天敵・趙治勲が登場し、4-0のストレートで本因坊を奪取した。翌年からは小林光一が3年連続で挑戦権を握るが、趙はそれぞれ1-3、0-2、0-3からの大逆転勝利で防衛を果たし、小林の大三冠達成を寸前で阻止した。この3年連続決戦は長く続いた両雄の角逐の頂点、さらには現代囲碁史のハイライトともいわれている。
趙はその後も山城宏、片岡聡、柳時熏、さらに加藤正夫の二度の挑戦を退け、連覇を重ねた。高川の記録を破る10期目には王立誠を挑戦者に迎えるが、趙は珍しく「絶対に今回は勝つ」と宣言した上で王を撃破、前人未踏の10連覇を達成した。

### 平成四天王の時代
1999年の第54期、趙善津がタイトル初挑戦ながら4-2で本因坊を奪取。趙治勲の長期連覇時代は終わりを迎えた。さらに2000年の第55期には王銘琬が奪取する。2001年の第56期には「平成四天王」で初めて張栩が挑戦者となるが、フルセットの末、王が防衛を果たした。
その翌期の本因坊リーグは、若手4人、木谷門下4人の新旧対決の場となり、木谷門下の加藤正夫が挑戦権を得る。2002年の王との第57期七番勝負で、加藤は2連敗後の4連勝という劇的な逆転で、23年ぶり、史上最年長55歳3か月で本因坊に復位した。加藤以後、木谷門下からは本因坊位獲得者も挑戦者も出ていない。
2003年の第58期、張栩が再び挑戦者となり、4-2で本因坊を奪取。これ以後、平成四天王たちが本因坊位を奪取・連覇するようになる。張栩は翌2004年の第59期、依田紀基の挑戦を退け連覇。さらに同年、依田から名人位を奪取し、史上5人目にして最年少の名人本因坊となった。
2005年の第60期、四天王の中ではタイトル争いでやや遅れをとっていた高尾紳路が、リーグ初参加にして挑戦権を得る。七番勝負では張栩を4-1で下し、本因坊を奪取。以後、2006年の第61期で山田規三生、2007年の第62期で依田紀基の挑戦を退け、3連覇する。その間、2006年には張栩から名人位を奪取、史上6人目の名人本因坊となった。
3連覇を機に雅号「秀紳」を名乗った高尾に、2008年の第63期七番勝負で挑戦したのは、当時四天王の中で唯一無冠だった羽根直樹であった。羽根は本因坊戦史上3例目の3連敗4連勝の大逆転を果たし、本因坊を奪取。さらに翌2009年の第64期も、高尾のリターンマッチを制して連覇した。
2010年の第65期は、これまで本因坊位に縁のなかった山下敬吾が挑戦者として登場。4-1で山下が羽根を押しきり、初の本因坊奪取を果たした。これにより、平成四天王全員が本因坊に就位した。翌2011年の第66期も、山下は羽根のリターンマッチを土俵際で退け防衛。さらに同年、名人位を獲得し、史上7人目の名人本因坊となった。

### 井山裕太11連覇
2012年の第67期には、天元・十段のタイトルを引っさげた井山裕太が挑戦者として初登場。フルセットの末に山下を降して3連覇を阻むと同時に、史上最年少（当時）の三冠王に輝いた（23歳1か月）。2014年の第69期には、初のリーグ入りであった伊田篤史がリーグを6勝1敗で終え、プレーオフで山下敬吾を降して、本因坊戦史上最年少（20歳0か月）での挑戦を決めた。初の年下の挑戦者を迎えて井山の戦いぶりが注目されたが、4-1で伊田を撃破、3連覇を達成した。2015年の第70期は、リーグ第3戦、全勝同士で迎えた山下を下した伊田が再び挑戦権を獲得するかと思われた。しかし伊田は5-7戦を立て続けに落とし、伊田以外に全勝した山下が挑戦権を得た。2012年から2015年の山下はリーグ戦勝率80％、この年1月の棋聖戦でも挑戦者として登場しており、最強の挑戦者として井山に挑んだ。しかし第一戦から第三戦を井山が中押しで制し、第四戦を山下が返したものの、第五戦を再び井山が制し、本因坊戦4連覇を達成。2016年には、井山は高尾紳路のリターンマッチを4-1で降し、二十六世本因坊の資格を手にした。
2017年には、タイトル戦初登場の本木克弥を4-0で粉砕。2019年には本因坊初挑戦の河野臨に開幕2連敗を喫したものの、後を4連勝して8連覇を達成した。2020年の第75期には、20歳で三冠に輝いた最強の挑戦者・芝野虎丸を迎えるが、4-1のスコアで防衛を果たした。翌21年も芝野の連続挑戦を受け、第4局まで1-3とカド番に追い込まれるが、ここから3連勝して防衛に成功し、趙治勲に並ぶ10連覇を果たした。
2022年の第77期には、直前に井山から棋聖位を奪取した一力遼が挑戦者として登場。第1局はコウに次ぐコウの展開となり、本因坊戦挑戦手合史上最多の357手に及ぶ激戦となった。この「歴史に残る一局」を半目差で制した井山は、その余勢を駆って4-0で挑戦者を撃破。趙治勲の本因坊10連覇の記録を更新し、あらゆる囲碁のタイトル戦の最長記録となる11連覇を達成した。
しかし毎日新聞は第79期よりリーグ戦を廃止し、挑戦手合も五番勝負となり、賞金も大幅減額された。これにより、本因坊戦の序列は王座・天元に抜かれ5位となった。その最後の七番勝負となった第78期挑戦手合では、一力がフルセットの末に井山から本因坊を奪取。井山は三大タイトルで無冠となる。
大幅縮小となった初年の第79期には、余正麒が関西棋院の棋士として第17期以来62年ぶりとなる挑戦権を得たが、一力が3連勝で初防衛を果たした。

## 永世称号
本因坊戦を5連覇以上、あるいは通算10期以上獲得した棋士は、引退後または現役で60歳に達した際、また9連覇を果たした棋士は年齢不問で、永世称号として「○○世本因坊」を名乗る権利を得る。もとは「名誉本因坊」と称し、他のタイトルの名誉称号はこれに倣ったものである。1998年「名誉本因坊有資格者永世称号」が制定され、現在の称号となった。有資格者は下記の5人で、家元制最後の本因坊・本因坊秀哉（21世）の後に続き、22世から26世を名乗る。
| 雅号               | 名       | 通算 | 連覇   | 年                           |
| ------------------ | -------- | ---- | ------ | ---------------------------- |
| 二十二世本因坊秀格 | 高川格   | 9期  | 9連覇  | 1952年-1960年                |
| 二十三世本因坊栄寿 | 坂田栄男 | 7期  | 7連覇  | 1961年-1967年                |
| 二十四世本因坊秀芳 | 石田芳夫 | 5期  | 5連覇  | 1971年-1975年                |
| 二十五世本因坊治勲 | 趙治勲   | 12期 | 10連覇 | 1981年-1982年、1989年-1998年 |
| 二十六世本因坊文裕 | 井山裕太 | 11期 | 11連覇 | 2012年-2022年                |

## 本因坊戦勝者と雅号
本因坊戦に勝利し本因坊位を獲得した棋士は、本因坊名跡を継承する主旨で「本因坊○○」と号を名乗る慣例がある。通常は本因坊位に在位している期間、あるいは永世本因坊の座にある者のみが号を名乗る。タイトル戦に敗れて失冠すると号を名乗ることはできず、他の名誉称号とは事情が異なる。
当初は日本棋院から号を贈られていたが、本因坊薫和（岩本薫）以降、個人的に雅号を決める慣例ができた。雅号は多くの場合本名から一字を取り、もう一字と組み合わせる。もう一字としては、本因坊秀格（高川格）、本因坊秀芳（石田芳夫）のように本因坊家ゆかりの「秀」の字を用いるケースが多い。
雅号はホテル椿山荘東京で行われる就位式で発表される。
ただし、近年は号を名乗らない（外国人棋士が林と趙（治）以外全員）か、連覇後に名乗る例が多くなっている。高尾紳路は当初、周囲から雅号を勧められても時期尚早として固辞しつづけ、3連覇を機にようやく「本因坊秀紳」を名乗った。また羽根直樹は本因坊奪取直後のテレビ出演で、実力や実績が伴っていないとして雅号を名乗らない考えを示した。井山裕太は5連覇で名誉称号を得てから名乗った。武宮正樹は初めての本因坊就位の際には「本因坊秀樹（しゅうじゅ）」を名乗ったが、本名と勘違いされたことから、二度目以降は「本因坊正樹（せいじゅ）」と号を変更している。
現在の新聞報道では雅号での呼称は当棋戦を主催する毎日新聞社の記事が主となっており、他紙においては雅号を名乗らない場合や他のタイトルと同様「本名+本因坊」で呼称されることが多い。また「名字+号」で表記されることもあり、寂光寺が本因坊戦70期を記念して製作した本因坊盾でも同様の記載となっている。毎日新聞の記事でも「本因坊文裕＝本名・井山裕太九段＝」のように雅号と本名が併記されることが多い。
同じく毎日新聞社が後援していた阿含・桐山杯全日本早碁オープン戦でも本因坊および名誉本因坊の雅号・呼称を序列上位のタイトル・名誉称号に優先する措置が取られていたが、2022年度の第29期をもって同社が降板したため翌年の第30期以降は他棋戦と同様に序列優先での呼称となっている。
| 棋士名     | 初在位 | 号               | 読み             | 号の由来                                                                      |
| ---------- | ------ | ---------------- | ---------------- | ----------------------------------------------------------------------------- |
| 関山利一   | 1941   | 本因坊利仙       | りせん           | 日本棋院から号を贈られる。                                                    |
| 橋本宇太郎 | 1943   | 本因坊昭宇       | しょうう         | 日本棋院から号を贈られる。                                                    |
| 岩本薫     | 1945   | 本因坊薫和       | くんわ           |                                                                               |
| 高川格     | 1952   | 本因坊秀格       | しゅうかく       | 本因坊秀栄に因む。                                                            |
| 坂田栄男   | 1961   | 本因坊栄寿       | えいじゅ         | 本因坊秀哉の本名の「田村保寿」と、 当時の日本棋院総裁の津島寿一に因む。       |
| 林海峰     | 1968   | 本因坊海峯       | かいほう         | 実名から。                                                                    |
| 石田芳夫   | 1971   | 本因坊秀芳       | しゅうほう       | 親交のあった書家・佐々木泰南 の命名。                                         |
| 武宮正樹   | 1976   | 本因坊秀樹       | しゅうじゅ       | 二期目以降は実名から。                                                        |
| 武宮正樹   | (1980) | 本因坊正樹       | せいじゅ         | 二期目以降は実名から。                                                        |
| 加藤正夫   | 1977   | 本因坊劔正       | けんせい         | 同郷の有力後援者であった劔木亨弘の名から。                                    |
| 趙治勲     | 1981   | 本因坊治勲       | ちくん           | 実名から。                                                                    |
| 趙善津     | 1999   | 名乗らず         | 名乗らず         |                                                                               |
| 王銘琬     | 2000   | 名乗らず         | 名乗らず         |                                                                               |
| 張栩       | 2003   | 名乗らず         | 名乗らず         |                                                                               |
| 高尾紳路   | 2005   | 本因坊秀紳       | しゅうしん       | 師匠藤沢秀行の命名。                                                          |
| 羽根直樹   | 2008   | 名乗らず         | 名乗らず         |                                                                               |
| 山下敬吾   | 2010   | 本因坊道吾       | どうわ           | 本因坊道策と出身地・北海道に因む。                                            |
| 井山裕太   | 2012   | 本因坊文裕       | もんゆう         | 文殊菩薩と実名から一字ずつ。 本因坊算砂が起居した寂光寺の大川定信住職の命名。 |
| 一力遼     | 2023   | 現時点で名乗らず | 現時点で名乗らず |                                                                               |

棋士名の太字は、名誉本因坊または名誉本因坊の有資格者。

## 歴代本因坊戦挑戦手合
| 番勝負勝敗 ○：勝ち / ●：負け 挑戦手合 \| 太字 \| ：前タイトル保持者 \| 太字永 \| ：永世資格獲得者（挑戦手合勝者） \| |                    |        |                                  |
| 太字 | ：前タイトル保持者 | 太字永 | ：永世資格獲得者（挑戦手合勝者） |

### 創設～第78期
| 期 | 開催年 | 予選一位   | 勝敗                       | 予選二位   |
| -- | ------ | ---------- | -------------------------- | ---------- |
| 1  | 1941   | 関山利一   | ○●○●○●                     | 加藤信     |
| 期 | 開催年 | 歴代本因坊 | 勝敗                       | 対局者     |
| 2  | 1943   | 橋本宇太郎 | ○                          | 関山利一   |
| 3  | 1945   | 岩本薫     | ○●●○●○ (再決戦：○○)        | 橋本宇太郎 |
| 4  | 1947   | 岩本薫     | ●○○●○                      | 木谷実     |
| 5  | 1950   | 橋本宇太郎 | ○○○○                       | 岩本薫     |
| 6  | 1951   | 橋本宇太郎 | ●○●●○○○                    | 坂田栄男   |
| 7  | 1952   | 高川格     | ●○○○○                      | 橋本宇太郎 |
| 8  | 1953   | 高川格     | ●○○○●○                     | 木谷実     |
| 9  | 1954   | 高川格     | ○●○●○○                     | 杉内雅男   |
| 10 | 1955   | 高川格     | ○○○○                       | 島村利博   |
| 11 | 1956   | 高川格永   | ○●●○○○                     | 島村利博   |
| 12 | 1957   | 高川格     | ●○○○●○                     | 藤沢朋斎   |
| 13 | 1958   | 高川格     | ○○●●○○                     | 杉内雅男   |
| 14 | 1959   | 高川格     | ●○○●○○                     | 木谷実     |
| 15 | 1960   | 高川格     | ●○●○○○                     | 藤沢秀行   |
| 16 | 1961   | 坂田栄男   | ○○○●○                      | 高川格     |
| 17 | 1962   | 坂田栄男   | ○○●○○                      | 半田道玄   |
| 18 | 1963   | 坂田栄男   | ●○○●○○                     | 高川格     |
| 19 | 1964   | 坂田栄男   | ○○○○                       | 高川格     |
| 20 | 1965   | 坂田栄男永 | ○○○○                       | 山部俊郎   |
| 21 | 1966   | 坂田栄男   | ○○○○                       | 藤沢秀行   |
| 22 | 1967   | 坂田栄男   | ○○○●○                      | 林海峰     |
| 23 | 1968   | 林海峰     | ●○○●○●○                    | 坂田栄男   |
| 24 | 1969   | 林海峰     | ○●○○●○                     | 加藤正夫   |
| 25 | 1970   | 林海峰     | ○○○○                       | 坂田栄男   |
| 26 | 1971   | 石田芳夫   | ●○●○○○                     | 林海峰     |
| 27 | 1972   | 石田芳夫   | ○●●○●○○                    | 林海峰     |
| 28 | 1973   | 石田芳夫   | ○○○○                       | 林海峰     |
| 29 | 1974   | 石田芳夫   | ○●●○○●○                    | 武宮正樹   |
| 30 | 1975   | 石田芳夫永 | ●●○●○○○ 本期以降コミ五目半 | 坂田栄男   |
| 31 | 1976   | 武宮正樹   | ○○○●○                      | 石田芳夫   |
| 32 | 1977   | 加藤正夫   | ○●○○○                      | 武宮正樹   |
| 33 | 1978   | 加藤正夫   | ○○●○●●○                    | 石田芳夫   |
| 34 | 1979   | 加藤正夫   | ○●○○○                      | 林海峰     |
| 35 | 1980   | 武宮正樹   | ○○●○○                      | 加藤正夫   |
| 36 | 1981   | 趙治勲     | ○○○●●○                     | 武宮正樹   |
| 37 | 1982   | 趙治勲     | ●○●○○○                     | 小林光一   |
| 38 | 1983   | 林海峰     | ●●●○○○○                    | 趙治勲     |
| 39 | 1984   | 林海峰     | ○●○○○                      | 淡路修三   |

| 期 | 開催年 | 本因坊     | 勝敗    | 対局者     |
| -- | ------ | ---------- | ------- | ---------- |
| 40 | 1985   | 武宮正樹   | ○○●○○   | 林海峰     |
| 41 | 1986   | 武宮正樹   | ○●○○○   | 山城宏     |
| 42 | 1987   | 武宮正樹   | ○○○○    | 山城宏     |
| 43 | 1988   | 武宮正樹   | ●○○●○●○ | 大竹英雄   |
| 44 | 1989   | 趙治勲     | ○○○○    | 武宮正樹   |
| 45 | 1990   | 趙治勲     | ○●●●○○○ | 小林光一   |
| 46 | 1991   | 趙治勲     | ●●○○○○  | 小林光一   |
| 47 | 1992   | 趙治勲     | ●●●○○○○ | 小林光一   |
| 48 | 1993   | 趙治勲永   | ○●○○○   | 山城宏     |
| 49 | 1994   | 趙治勲     | ●○○○●●○ | 片岡聡     |
| 50 | 1995   | 趙治勲     | ○●○○○   | 加藤正夫   |
| 51 | 1996   | 趙治勲     | ○○●○●○  | 柳時熏     |
| 52 | 1997   | 趙治勲     | ○○○○    | 加藤正夫   |
| 53 | 1998   | 趙治勲     | ○○●○●○  | 王立誠     |
| 54 | 1999   | 趙善津     | ●○●○○○  | 趙治勲     |
| 55 | 2000   | 王銘琬     | ●○○●○○  | 趙善津     |
| 56 | 2001   | 王銘琬     | ●○●○●○○ | 張栩       |
| 57 | 2002   | 加藤正夫   | ●●○○○○  | 王銘琬     |
| 58 | 2003   | 張栩       | ●○●○○○  | 加藤正夫   |
| 59 | 2004   | 張栩       | ○○●○●○  | 依田紀基   |
| 60 | 2005   | 高尾紳路   | ○○○●○   | 張栩       |
| 61 | 2006   | 高尾紳路   | ○●○○●○  | 山田規三生 |
| 62 | 2007   | 高尾紳路   | ○●○○○   | 依田紀基   |
| 63 | 2008   | 羽根直樹   | ●●●○○○○ | 高尾紳路   |
| 64 | 2009   | 羽根直樹   | ○●○○●○  | 高尾紳路   |
| 65 | 2010   | 山下敬吾   | ●○○○○   | 羽根直樹   |
| 66 | 2011   | 山下敬吾   | ○○○●●●○ | 羽根直樹   |
| 67 | 2012   | 井山裕太   | ○○●●○●○ | 山下敬吾   |
| 68 | 2013   | 井山裕太   | ○●●○○●○ | 高尾紳路   |
| 69 | 2014   | 井山裕太   | ○○○●○   | 伊田篤史   |
| 70 | 2015   | 井山裕太   | ○○○●○   | 山下敬吾   |
| 71 | 2016   | 井山裕太永 | ●○○○○   | 高尾紳路   |
| 72 | 2017   | 井山裕太   | ○○○○    | 本木克弥   |
| 73 | 2018   | 井山裕太   | ●○○○○   | 山下敬吾   |
| 74 | 2019   | 井山裕太   | ●●○○○○  | 河野臨     |
| 75 | 2020   | 井山裕太   | ○○○●○   | 芝野虎丸   |
| 76 | 2021   | 井山裕太   | ○●●●○○○ | 芝野虎丸   |
| 77 | 2022   | 井山裕太   | ○○○○    | 一力遼     |
| 78 | 2023   | 一力遼     | ○○●○●●○ | 井山裕太   |

### 第79期～現在
| 期 | 年度 | 挑戦手合五番勝負 | 挑戦手合五番勝負 | 挑戦手合五番勝負 | 挑戦者決定トーナメント | 挑戦者決定トーナメント | 挑戦者決定トーナメント |
| 期 | 年度 | 本因坊           | 勝敗             | 挑戦者           | 挑決敗者               | ベスト4                | ベスト4                |
| -- | ---- | ---------------- | ---------------- | ---------------- | ---------------------- | ---------------------- | ---------------------- |
| 79 | 2024 | 一力遼           | ○○○              | 余正麒           | 芝野虎丸               | 井山                   | 平田                   |
| 80 | 2025 | 一力遼           | ○○●●○            | 芝野虎丸         | 孫喆                   | 許家元                 | 上野愛                 |

## リーグ戦

### 1期-51期
◎はタイトル獲得者、△は挑戦者か前タイトル保持者。順位は不明。
| 期 | 年   | リーグ在籍棋士（順不同） | リーグ在籍棋士（順不同） | リーグ在籍棋士（順不同） | リーグ在籍棋士（順不同） | リーグ在籍棋士（順不同） | リーグ在籍棋士（順不同） | リーグ在籍棋士（順不同） | リーグ在籍棋士（順不同） | リーグ在籍棋士（順不同） | リーグ在籍棋士（順不同） |
| -- | ---- | ------------------------ | ------------------------ | ------------------------ | ------------------------ | ------------------------ | ------------------------ | ------------------------ | ------------------------ | ------------------------ | ------------------------ |
| 1  | 1941 | 木谷實                   | 呉清源                   | 前田陳爾                 | 加藤信△                  | 鈴木 為次郎              | 久保松 勝喜代            | 瀬越憲作                 | 関山利一◎                |                          |                          |
| 2  | 1943 | 木谷實                   | 橋本宇太郎◎              | 篠原正美                 | 加藤信                   | 関山利一△                |                          |                          |                          |                          |                          |
| 3  | 1945 | 中村勇太郎               | 橋本宇太郎△              | 岩本薫◎                  | 藤沢朋斎                 |                          |                          |                          |                          |                          |                          |
| 4  | 1947 | 木谷實△                  |                          | 岩本薫◎                  | 林有太郎                 |                          |                          |                          |                          |                          |                          |
| 5  | 1949 | 木谷實                   | 橋本宇太郎◎              | 岩本薫△                  | 藤沢朋斎                 | 高川格                   | 林有太朗                 | 長谷川章                 | 鈴木越雄                 |                          |                          |
| 6  | 1951 | 木谷實                   | 橋本宇太郎◎              | 岩本薫                   | 藤沢朋斎                 | 高川格                   | 坂田栄男△                | 長谷川章                 |                          |                          |                          |
| 7  | 1952 | 木谷實                   | 橋本宇太郎△              | 宮下秀洋                 | 瀬川良雄                 | 高川格◎                  | 坂田栄男                 | 長谷川章                 | 鯛中新                   |                          |                          |
| 8  | 1953 | 木谷實△                  | 橋本宇太郎               | 宮下秀洋                 | 瀬尾寿                   | 高川格◎                  | 坂田栄男                 | 林有太朗                 | 酒井通温                 | 窪内秀知                 |                          |
| 9  | 1954 | 木谷實                   | 橋本宇太郎               | 宮下秀洋                 | 瀬川良雄                 | 高川格◎                  | 坂田栄男                 | 島村俊廣                 | 鈴木五良                 | 杉内雅男△                |                          |
| 10 | 1955 | 岩田達明                 | 曲励起                   | 宮下秀洋                 | 鈴木越雄                 | 高川格◎                  | 坂田栄男                 | 島村俊廣△                | 長谷川章                 | 杉内雅男                 |                          |
| 11 | 1956 | 木谷實                   | 橋本宇太郎               | 岩本薫                   | 藤沢朋斎                 | 高川格◎                  | 細川千仭                 | 島村俊廣△                | 藤沢秀行                 | 杉内雅男                 |                          |
| 12 | 1957 | 木谷實                   | 橋本宇太郎               | 岩本薫                   | 藤沢朋斎△                | 高川格◎                  | 村島誼紀                 | 島村俊廣                 | 鈴木越雄                 | 山部俊郎                 |                          |
| 13 | 1958 | 木谷實                   | 橋本宇太郎               | 杉内雅男△                | 藤沢朋斎                 | 高川格◎                  | 坂田栄男                 | 島村俊廣                 | 藤沢秀行                 | 梶原武雄                 |                          |
| 14 | 1959 | 木谷實△                  | 杉内雅男                 | 岩本薫                   | 藤沢朋斎                 | 高川格◎                  | 坂田栄男                 | 加納嘉徳                 | 藤沢秀行                 | 山部俊郎                 |                          |
| 15 | 1960 | 木谷實                   | 橋本宇太郎               | 前田陳爾                 | 宮本直毅                 | 高川格◎                  | 坂田栄男                 | 宮下秀洋                 | 藤沢秀行△                | 山部俊郎                 |                          |
| 16 | 1961 | 木谷實                   | 橋本宇太郎               | 前田陳爾                 | 橋本昌二                 | 高川格△                  | 坂田栄男◎                | 島村俊廣                 | 藤沢秀行                 | 窪内秀知                 |                          |
| 17 | 1962 | 木谷實                   | 橋本宇太郎               | 宮下秀洋                 | 橋本昌二                 | 高川格                   | 坂田栄男◎                | 島村俊廣                 | 岩田達明                 | 曲励起                   | 半田道玄△                |
| 18 | 1963 | 木谷實                   | 橋本宇太郎               | 宮下秀洋                 | 鯛中新                   | 高川格△                  | 坂田栄男◎                | 島村俊廣                 | 梶原武雄                 |                          | 半田道玄                 |
| 19 | 1964 | 木谷實                   | 橋本宇太郎               | 岩田達明                 |                          | 高川格                   | 坂田栄男◎                | 島村俊廣                 | 梶原武雄                 | 山部俊郎△                | 半田道玄                 |
| 20 | 1965 | 木谷實                   | 橋本宇太郎               | 林海峰                   | 篠原正美                 | 高川格                   | 坂田栄男◎                | 宮本直毅                 | 藤沢秀行△                | 山部俊郎                 |                          |
| 21 | 1966 | 榊原章二                 | 橋本宇太郎               | 林海峰                   | 大竹英雄                 | 高川格                   | 坂田栄男◎                | 加納嘉徳                 | 藤沢秀行                 | 山部俊郎                 |                          |
| 22 | 1967 | 橋本昌二                 | 橋本宇太郎               | 林海峰△                  | 加田克司                 | 高川格                   | 坂田栄男◎                | 大平修三                 | 藤沢秀行                 | 山部俊郎                 |                          |
| 23 | 1968 | 久井敬史                 | 橋本宇太郎               | 林海峰◎                  |                          | 高川格                   | 坂田栄男△                | 大平修三                 | 藤沢秀行                 | 山部俊郎                 | 加藤正夫                 |
| 24 | 1969 | 石榑郁郎                 | 橋本宇太郎               | 林海峰◎                  | 藤沢朋斎                 | 高川格                   | 坂田栄男                 | 島村俊廣                 | 藤沢秀行                 |                          | 加藤正夫△                |
| 25 | 1970 | 久井敬史                 | 岩田達明                 | 林海峰◎                  | 藤沢朋斎                 | 高川格                   | 坂田栄男△                | 加納嘉徳                 | 藤沢秀行                 |                          | 加藤正夫                 |
| 26 | 1971 | 星野紀                   | 茅野直彦                 | 林海峰△                  | 藤沢朋斎                 |                          | 坂田栄男                 | 加納嘉徳                 | 藤沢秀行                 | 石田芳夫◎                | 加藤正夫                 |
| 27 | 1972 | 武宮正樹                 |                          | 林海峰△                  | 藤沢朋斎                 | 曲励起                   | 坂田栄男                 | 島村俊廣                 | 山部俊郎                 | 石田芳夫◎                | 加藤正夫                 |
| 28 | 1973 | 武宮正樹                 |                          | 林海峰△                  | 藤沢朋斎                 | 榊原章二                 | 坂田栄男                 | 大平修三                 | 羽根泰正                 | 石田芳夫◎                | 加藤正夫                 |
| 29 | 1974 | 武宮正樹△                | 橋本宇太郎               | 林海峰                   | 石井邦生                 | 宮下秀洋                 | 坂田栄男                 | 杉内雅男                 |                          | 石田芳夫◎                | 加藤正夫                 |
| 30 | 1975 | 武宮正樹                 | 榊原章二                 | 林海峰                   | 石井邦生                 | 高川格                   | 坂田栄男△                | 加田克司                 |                          | 石田芳夫◎                | 加藤正夫                 |
| 31 | 1976 | 武宮正樹◎                | 茅野直彦                 | 林海峰                   | 小島高穂                 |                          | 坂田栄男                 | 大平修三                 | 藤沢秀行                 | 石田芳夫△                | 加藤正夫                 |
| 32 | 1977 | 武宮正樹△                | 窪内秀知                 | 林海峰                   | 大竹英雄                 | 曲励起                   | 坂田栄男                 | 高木祥一                 |                          | 石田芳夫                 | 加藤正夫◎                |
| 33 | 1978 | 武宮正樹                 | 工藤紀夫                 | 林海峰                   | 大竹英雄                 | 曲励起                   | 島村俊廣                 | 小林光一                 |                          | 石田芳夫△                | 加藤正夫◎                |
| 34 | 1979 | 武宮正樹◎                | 工藤紀夫                 | 林海峰△                  | 酒井猛                   | 高木祥一                 | 坂田栄男                 | 小林光一                 |                          | 石田芳夫                 | 加藤正夫◎                |
| 35 | 1980 | 武宮正樹                 |                          | 林海峰                   | 藤沢朋斎                 | 趙治勲                   | 坂田栄男                 | 小林光一                 | 白石裕                   | 石田芳夫                 | 加藤正夫△                |
| 36 | 1981 | 武宮正樹△                |                          | 林海峰                   | 酒井猛                   | 趙治勲◎                  | 坂田栄男                 | 本田邦久                 | 白石裕                   | 橋本昌二                 | 加藤正夫                 |
| 37 | 1982 | 武宮正樹                 | 橋本宇太郎               | 林海峰                   | 岩田達明                 | 趙治勲◎                  | 坂田栄男                 | 小林光一△                |                          | 橋本昌二                 | 加藤正夫                 |
| 38 | 1983 | 武宮正樹                 |                          | 林海峰◎                  | 岩田達明                 | 趙治勲△                  | 坂田栄男                 | 小林光一                 | 藤沢秀行                 | 橋本昌二                 | 淡路修三                 |
| 39 | 1984 | 武宮正樹                 | 山城宏                   | 林海峰◎                  | 岩田達明                 | 趙治勲                   | 坂田栄男                 | 小林光一                 |                          | 高木祥一                 | 淡路修三△                |
| 40 | 1985 | 武宮正樹◎                | 山城宏                   | 林海峰△                  | 岩田達明                 | 加田克司                 |                          | 小林光一                 | 白石裕                   | 片岡聡                   | 淡路修三                 |
| 41 | 1986 | 武宮正樹◎                | 山城宏△                  | 林海峰                   | 杉内雅男                 | 趙治勲                   |                          | 小林光一                 | 王銘琬                   | 片岡聡                   | 淡路修三                 |
| 42 | 1987 | 武宮正樹◎                | 山城宏△                  | 林海峰                   | 大竹英雄                 | 趙治勲                   | 坂田栄男                 | 小林光一                 | 藤沢秀行                 | 王立誠                   | 加藤正夫                 |
| 43 | 1988 | 武宮正樹◎                | 山城宏                   | 林海峰                   | 大竹英雄△                | 趙治勲                   | 佐藤直男                 | 小林光一                 | 高木祥一                 |                          | 加藤正夫                 |
| 44 | 1989 | 武宮正樹△                | 山城宏                   | 羽根泰正                 | 大竹英雄                 | 趙治勲◎                  |                          | 小林光一                 | 小島高穂                 | 片岡聡                   | 加藤正夫                 |
| 45 | 1990 | 武宮正樹                 | 依田紀基                 | 林海峰                   | 大竹英雄                 | 趙治勲◎                  |                          | 小林光一△                | 藤沢秀行                 | 片岡聡                   | 坂田栄男                 |
| 46 | 1991 |                          | 依田紀基                 | 林海峰                   | 大竹英雄                 | 趙治勲◎                  | 小松英樹                 | 小林光一△                | 淡路修三                 | 片岡聡                   | 坂田栄男                 |
| 47 | 1992 | 陳嘉鋭                   | 今村俊也                 | 林海峰                   | 大竹英雄                 | 趙治勲◎                  | 小松英樹                 | 小林光一△                |                          | 片岡聡                   | 加藤正夫                 |
| 48 | 1993 | 陳嘉鋭                   | 山城宏△                  | 林海峰                   | 大竹英雄                 | 趙治勲◎                  | 小松英樹                 | 小林光一                 | 石田芳夫                 | 片岡聡                   |                          |
| 49 | 1994 | 武宮正樹                 | 山城宏                   | 林海峰                   | 結城聡                   | 趙治勲◎                  | 小松英樹                 | 藤沢秀行                 | 王立誠                   | 片岡聡△                  |                          |
| 50 | 1995 | 楊嘉源                   | 山城宏                   |                          | 結城聡                   | 趙治勲◎                  | 小松英樹                 | 小林光一                 | 王立誠                   | 片岡聡                   | 加藤正夫△                |
| 51 | 1996 | 楊嘉源                   | 宮沢吾朗                 | 柳時熏△                  | 結城聡                   | 趙治勲◎                  |                          | 中野寛也                 | 王立誠                   | 片岡聡                   | 加藤正夫                 |

### 7期-78期
順位は前年リーグ成績が反映された序列(前回のタイトル保持者or挑戦者が1位)。4位までは前年のリーグ残留者。5位4人は予選トーナメントの勝者。本因坊は前年の獲得者。
◎はタイトル挑戦権獲得者。▼はリーグ陥落。Pはプレーオフ。全は全勝者、休は休場者。5期以上のタイトルを獲得した棋士の名前には着色している（参考）。
| 期 | 年   | 本因坊     |  | 1位          | 2位         | 3位          | 4位            |  | 5位          | 5位         | 5位            | 5位          |
| -- | ---- | ---------- |  | ------------ | ----------- | ------------ | -------------- |  | ------------ | ----------- | -------------- | ------------ |
| 7  | 1952 | 橋本宇太郎 |  | 坂田栄男 P   | 木谷實 P    | 長谷川章 ▼   | 藤沢庫之助 ▼休 |  | 高川格 ◎     | 宮下秀洋 P  | 鯛中新 ▼       | 瀬川良雄 ▼   |
| 8  | 1953 | 高川格     |  | 橋本宇太郎   | 坂田栄男 P  | 宮下秀洋     | 木谷實 ◎       |  | 林有太郎 ▼   | 窪内秀知 ▼  | 酒井通温 ▼     | 瀬尾寿 ▼     |
| 9  | 1954 | 高川格     |  | 木谷實 ▼休   | 坂田栄男    | 橋本宇太郎 ▼ | 宮下秀洋       |  | 島村利博     | 杉内雅男 ◎  | 瀬川良雄 ▼     | 鈴木五良 ▼   |
| 10 | 1955 | 高川格     |  | 杉内雅男 ▼   | 島村利博 ◎  | 宮下秀洋 P▼  | 坂田栄男 ▼     |  | 長谷川章 ▼   | 曲励起 ▼    | 岩田正男 ▼     | 鈴木越雄 ▼   |
| 期 | 年   | 本因坊     |  | 1位          | 2位         | 2位          | 2位            |  | 2位          | 2位         | 2位            | 2位          |
| 11 | 1956 | 高川格     |  | 島村利博 ◎   | 藤沢庫之助  | 杉内雅男 ▼   | 細川千仭 ▼     |  | 岩本薫       | 木谷實 P    | 藤沢秀行 ▼     |              |
| 期 | 年   | 本因坊     |  | 1位          | 2位         | 3位          | 4位            |  | 5位          | 5位         | 5位            | 5位          |
| 12 | 1957 | 高川格     |  | 島村利博     | 木谷實 P    | 藤沢庫之助 ◎ | 岩本薫 ▼       |  | 橋本宇太郎   | 村島誼紀 ▼  | 鈴木越雄 ▼     | 山部俊郎 ▼   |
| 13 | 1958 | 高川格     |  | 藤沢庫之助 ▼ | 木谷實 P    | 橋本宇太郎 ▼ | 島村利博 ▼     |  | 坂田栄男 P   | 杉内雅男 ◎  | 梶原武雄 ▼     | 藤沢秀行     |
| 14 | 1959 | 高川格     |  | 杉内雅男 ▼   | 木谷實 ◎    | 坂田栄男     | 藤沢秀行       |  | 藤沢朋斎 ▼   | 岩本薫 ▼    | 山部俊郎       | 加納嘉徳 ▼   |
| 15 | 1960 | 高川格     |  | 木谷實       | 坂田栄男    | 山部俊郎 ▼   | 藤沢秀行 ◎     |  | 橋本宇太郎 ▼ | 前田陳爾    | 宮下秀洋 ▼     | 宮本直毅 ▼   |
| 16 | 1961 | 高川格     |  | 藤沢秀行 ▼   | 坂田栄男 ◎  | 木谷實 P     | 前田陳爾 ▼     |  | 橋本宇太郎   | 島村俊廣    | 橋本昌二 ▼     | 窪内秀知 ▼   |
| 17 | 1962 | 坂田栄男   |  | 高川格       | 木谷實      | 島村俊廣 ▼   | 橋本宇太郎     |  | 宮下秀洋 ▼   | 橋本昌二 ▼  | 半田道玄 ◎     | 曲励起 ▼     |
| 18 | 1963 | 坂田栄男   |  | 半田道玄 ▼   | 高川格 ◎    | 橋本宇太郎   | 木谷實         |  | 島村俊廣 ▼   | 宮下秀洋 ▼  | 鯛中新 ▼       | 梶原武雄     |
| 19 | 1964 | 坂田栄男   |  | 高川格 ◎     | 木谷實      | 橋本宇太郎   | 梶原武雄 ▼     |  | 半田道玄 ▼   | 山部俊郎    | 島村俊廣 ▼     | 岩田達明 ▼   |
| 20 | 1965 | 坂田栄男   |  | 高川格 P     | 木谷實 ▼休  | 橋本宇太郎 P | 山部俊郎 ◎     |  | 藤沢秀行 P   | 篠原正美 ▼  | 宮本直毅 ▼     | 林海峰 ▼     |
| 21 | 1966 | 坂田栄男   |  | 山部俊郎     | 橋本宇太郎  | 高川格       | 藤沢秀行 ◎     |  | 榊原章二 ▼   | 加納嘉徳 ▼  | 林海峰 ▼       | 大竹英雄 ▼   |
| 22 | 1967 | 坂田栄男   |  | 藤沢秀行 ▼   | 高川格 ▼    | 山部俊郎     | 橋本宇太郎     |  | 大平修三     | 橋本昌二 ▼  | 加田克司 ▼     | 林海峰 ◎     |
| 23 | 1968 | 坂田栄男   |  | 林海峰 ◎     | 山部俊郎 ▼  | 大平修三 ▼   | 橋本宇太郎     |  | 高川格       | 藤沢秀行    | 久井敬史 ▼     | 加藤正夫 ▼   |
| 24 | 1969 | 林海峰     |  | 坂田栄男     | 高川格 P    | 橋本宇太郎 ▼ | 藤沢秀行 P     |  | 藤沢朋斎 ▼   | 島村俊廣 ▼  | 石榑郁郎 ▼     | 加藤正夫 ◎   |
| 25 | 1970 | 林海峰     |  | 加藤正夫     | 藤沢秀行 ▼  | 高川格 ▼     | 坂田栄男 ◎     |  | 藤沢朋斎     | 岩田達明 ▼  | 加納嘉徳       | 久井敬史 ▼   |
| 26 | 1971 | 林海峰     |  | 坂田栄男     | 加藤正夫    | 加納嘉徳 ▼   | 藤沢朋斎       |  | 藤沢秀行 ▼   | 星野紀 ▼    | 茅野直彦 ▼     | 石田芳夫◎    |
| 27 | 1972 | 石田芳夫   |  | 林海峰 ◎     | 加藤正夫    | 藤沢朋斎 ▼   | 坂田栄男 P     |  | 島村俊廣 ▼   | 山部俊郎 ▼  | 曲励起 ▼       | 武宮正樹     |
| 28 | 1973 | 石田芳夫   |  | 林海峰 ◎     | 坂田栄男    | 加藤正夫     | 武宮正樹       |  | 藤沢朋斎 ▼   | 大平修三 ▼  | 榊原章二 ▼     | 羽根泰正 ▼   |
| 29 | 1974 | 石田芳夫   |  | 林海峰       | 坂田栄男    | 武宮正樹 ◎   | 加藤正夫       |  | 橋本宇太郎 ▼ | 宮下秀洋 ▼  | 杉内雅男 ▼     | 石井邦生 ▼   |
| 30 | 1975 | 石田芳夫   |  | 武宮正樹 P   | 加藤正夫    | 林海峰       | 坂田栄男 ◎     |  | 高川格 ▼     | 榊原章二 ▼  | 加田克司 ▼     | 石井邦生 ▼   |
| 31 | 1976 | 石田芳夫   |  | 坂田栄男 P   | 武宮正樹 ◎  | 加藤正夫 P   | 林海峰         |  | 藤沢秀行 ▼   | 大平修三 ▼  | 茅野直彦 ▼     | 小島高穂 ▼   |
| 32 | 1977 | 武宮正樹   |  | 石田芳夫     | 加藤正夫 ◎  | 坂田栄男 ▼   | 林海峰         |  | 大竹英雄 P   | 窪内秀知 ▼  | 曲励起 ▼       | 高木祥一 ▼   |
| 33 | 1978 | 加藤正夫   |  | 武宮正樹     | 大竹英雄 ▼  | 石田芳夫 ◎   | 林海峰         |  | 小林光一     | 島村俊廣 ▼  | 曲励起 ▼       | 工藤紀夫 ▼   |
| 34 | 1979 | 加藤正夫   |  | 石田芳夫 P   | 武宮正樹    | 林海峰 ◎     | 小林光一 ▼     |  | 坂田栄男     | 工藤紀夫 ▼  | 高木祥一 ▼     | 酒井猛 ▼     |
| 35 | 1980 | 加藤正夫   |  | 林海峰       | 石田芳夫 ▼  | 武宮正樹 ◎   | 坂田栄男       |  | 趙治勲       | 藤沢朋斎 ▼  | 白石裕 ▼       | 小林光一 ▼   |
| 36 | 1981 | 武宮正樹   |  | 加藤正夫     | 林海峰      | 坂田栄男     | 趙治勲 ◎全     |  | 橋本昌二 ▼   | 白石裕 ▼    | 本田邦久 ▼     | 酒井猛 ▼     |
| 37 | 1982 | 趙治勲     |  | 武宮正樹     | 林海峰 ▼    | 加藤正夫 ▼   | 坂田栄男       |  | 橋本宇太郎 ▼ | 橋本昌二    | 岩田達明 ▼     | 小林光一 ◎全 |
| 38 | 1983 | 趙治勲     |  | 小林光一 P   | 橋本昌二 ▼  | 武宮正樹     | 坂田栄男 ▼     |  | 藤沢秀行 ▼   | 林海峰 ◎    | 岩田達明       | 淡路修三 ▼   |
| 39 | 1984 | 林海峰     |  | 趙治勲 ▼     | 小林光一 ▼  | 武宮正樹     | 岩田達明       |  | 坂田栄男 ▼   | 高木祥一 ▼  | 淡路修三 ◎     | 山城宏       |
| 40 | 1985 | 林海峰     |  | 淡路修三     | 武宮正樹 ◎  | 岩田達明 ▼   | 山城宏 ▼       |  | 小林光一 P   | 片岡聡      | 加田克司 ▼     | 白石裕 ▼     |
| 41 | 1986 | 武宮正樹   |  | 林海峰       | 小林光一    | 片岡聡 ▼     | 淡路修三 ▼     |  | 杉内雅男 ▼   | 趙治勲      | 山城宏 ◎       | 王銘琬 ▼     |
| 42 | 1987 | 武宮正樹   |  | 山城宏 ◎     | 趙治勲      | 林海峰       | 小林光一       |  | 加藤正夫 ▼   | 坂田栄男 ▼  | 大竹英雄 ▼     | 王立誠 ▼     |
| 43 | 1988 | 武宮正樹   |  | 山城宏       | 趙治勲 ▼    | 林海峰 ▼     | 小林光一       |  | 加藤正夫     | 大竹英雄 ◎  | 佐藤直男 ▼     | 高木祥一 ▼   |
| 44 | 1989 | 武宮正樹   |  | 大竹英雄 P   | 小林光一    | 山城宏 ▼     | 加藤正夫 ▼     |  | 趙治勲 ◎     | 小島高穂 ▼  | 羽根泰正 ▼     | 片岡聡       |
| 45 | 1990 | 趙治勲     |  | 武宮正樹 ▼   | 大竹英雄 P  | 小林光一 ◎   | 片岡聡 ▼       |  | 藤沢秀行 ▼   | 坂田栄男    | 林海峰         | 依田紀基 ▼   |
| 46 | 1991 | 趙治勲     |  | 小林光一 ◎   | 大竹英雄    | 坂田栄男 ▼   | 林海峰         |  | 淡路修三 ▼   | 片岡聡      | 依田紀基 ▼     | 小松英樹 ▼   |
| 47 | 1992 | 趙治勲     |  | 小林光一 ◎   | 林海峰 ▼    | 片岡聡 ▼     | 大竹英雄       |  | 加藤正夫 ▼   | 今村俊也 ▼  | 小松英樹       | 陳嘉鋭       |
| 48 | 1993 | 趙治勲     |  | 小林光一 ▼   | 大竹英雄 ▼  | 小松英樹     | 陳嘉鋭 ▼       |  | 林海峰       | 石田芳夫 ▼  | 片岡聡         | 山城宏 ◎     |
| 49 | 1994 | 趙治勲     |  | 山城宏       | 小松英樹    | 林海峰 ▼     | 片岡聡 ◎       |  | 藤沢秀行 ▼   | 武宮正樹 ▼  | 王立誠         | 結城聡 ▼     |
| 50 | 1995 | 趙治勲     |  | 片岡聡 ▼     | 山城宏 ▼    | 王立誠       | 小松英樹 ▼     |  | 小林光一 ▼   | 加藤正夫 ◎  | 結城聡 P       | 楊嘉源       |
| 51 | 1996 | 趙治勲     |  | 加藤正夫 P   | 結城聡 ▼    | 王立誠 ▼     | 楊嘉源         |  | 柳時熏 ◎     | 片岡聡      | 宮沢吾朗 ▼     | 中野寛也 ▼   |
| 52 | 1997 | 趙治勲     |  | 柳時熏       | 加藤正夫 ◎  | 楊嘉源 ▼     | 片岡聡 ▼       |  | 林海峰 ▼     | 彦坂直人    | 小松英樹▼      | 趙善津       |
| 53 | 1998 | 趙治勲     |  | 加藤正夫 ▼   | 柳時熏 ▼    | 彦坂直人     | 趙善津 ▼       |  | 小林覚       | 王立誠◎     | 王銘琬 P       | 山田規三生 ▼ |
| 54 | 1999 | 趙治勲     |  | 王立誠       | 王銘琬 ▼    | 彦坂直人 P   | 小林覚 ▼       |  | 山田規三生   | 石田章 ▼    | 趙善津 ◎       | 柳時熏 ▼     |
| 55 | 2000 | 趙善津     |  | 趙治勲       | 彦坂直人 ▼  | 王立誠 ▼     | 山田規三生     |  | 林海峰 ▼     | 大竹英雄    | 王銘琬 ◎       | 柳時熏 ▼     |
| 56 | 2001 | 王銘琬     |  | 趙善津       | 趙治勲      | 山田規三生 ▼ | 大竹英雄 ▼     |  | 結城聡 ▼     | 大矢浩一 ▼  | 羽根直樹       | 張栩 ◎       |
| 57 | 2002 | 王銘琬     |  | 張栩         | 趙善津      | 趙治勲       | 羽根直樹 ▼     |  | 加藤正夫 ◎   | 大竹英雄 ▼  | 宮沢吾朗 ▼     | 山田規三生 ▼ |
| 58 | 2003 | 加藤正夫   |  | 王銘琬 P     | 張栩 ◎      | 趙善津 ▼     | 趙治勲 ▼       |  | 小林光一     | 林海峰 ▼    | 柳時熏 ▼       | 山下敬吾     |
| 59 | 2004 | 張栩       |  | 加藤正夫 ▼   | 王銘琬 ▼    | 山下敬吾 ▼   | 小林光一 ▼     |  | 依田紀基 ◎   | 王立誠      | 趙善津         | 三村智保 P   |
| 60 | 2005 | 張栩       |  | 依田紀基     | 三村智保 ▼  | 王立誠 ▼     | 趙善津 P       |  | 王銘琬       | 高尾紳路 ◎  | 蘇耀国 ▼       | 潘善琪 ▼     |
| 61 | 2006 | 高尾紳路   |  | 張栩         | 趙善津 ▼    | 依田紀基 P   | 王銘琬 ▼       |  | 羽根直樹 P   | 王立誠 ▼    | 山田規三生 ◎   | 蘇耀国 ▼     |
| 62 | 2007 | 高尾紳路   |  | 山田規三生   | 依田紀基 ◎  | 羽根直樹 ▼   | 張栩           |  | 小林覚 ▼     | 王銘琬 ▼    | 趙善津 ▼       | 蘇耀国 P     |
| 63 | 2008 | 高尾紳路   |  | 依田紀基     | 蘇耀国▼     | 山田規三生   | 張栩 ▼         |  | 山下敬吾     | 羽根直樹 ◎  | 王銘琬 ▼       | 溝上朝親 ▼   |
| 64 | 2009 | 羽根直樹   |  | 高尾紳路 ◎   | 山田規三生  | 山下敬吾     | 依田紀基 ▼     |  | 張栩         | 片岡聡 ▼    | 中小野田智己 ▼ | 蘇耀国 ▼     |
| 65 | 2010 | 羽根直樹   |  | 高尾紳路     | 山田規三生▼ | 山下敬吾 ◎   | 張栩           |  | 武宮正樹▼    | 結城聡▼     | 三村智保▼      | 井山裕太 P   |
| 66 | 2011 | 山下敬吾   |  | 羽根直樹 ◎   | 井山裕太    | 高尾紳路▼    | 張栩           |  | 王立誠▼      | 小林覚▼     | 趙善津▼        | 瀬戸大樹     |
| 67 | 2012 | 山下敬吾   |  | 羽根直樹▼    | 井山裕太 ◎  | 張栩         | 瀬戸大樹▼      |  | 結城聡       | 高尾紳路    | 河野臨▼        | 黄翊祖▼      |
| 68 | 2013 | 井山裕太   |  | 山下敬吾     | 結城聡      | 張栩         | 高尾紳路 ◎全   |  | 趙善津▼      | 今村俊也▼   | 黄翊祖▼        | 瀬戸大樹▼    |
| 69 | 2014 | 井山裕太   |  | 高尾紳路▼    | 山下敬吾 P  | 張栩         | 結城聡▼        |  | 河野臨       | 坂井秀至▼   | 伊田篤史 ◎     | 余正麒▼      |
| 70 | 2015 | 井山裕太   |  | 伊田篤史     | 山下敬吾 ◎  | 張栩         | 河野臨         |  | 高尾紳路▼    | 三村智保▼   | 柳時熏▼        | 余正麒▼      |
| 71 | 2016 | 井山裕太   |  | 山下敬吾     | 伊田篤史▼   | 張栩         | 河野臨▼        |  | 高尾紳路 ◎   | 余正麒▼     | 一力遼▼        | 本木克弥     |
| 72 | 2017 | 井山裕太   |  | 高尾紳路▼    | 本木克弥 ◎  | 山下敬吾     | 張栩▼          |  | 羽根直樹     | 結城聡▼     | 黄翊祖         | 三谷哲也▼    |
| 73 | 2018 | 井山裕太   |  | 本木克弥▼    | 羽根直樹▼   | 山下敬吾◎    | 黄翊祖         |  | 小林覚▼      | 伊田篤史▼   | 余正麒         | 芝野虎丸     |
| 74 | 2019 | 井山裕太   |  | 山下敬吾     | 黄翊祖▼     | 余正麒▼      | 芝野虎丸 P     |  | 羽根直樹 P   | 河野臨 ◎    | 一力遼▼        | 安斎伸彰▼    |
| 75 | 2020 | 井山裕太   |  | 河野臨▼      | 芝野虎丸 ◎  | 羽根直樹     | 山下敬吾▼      |  | 志田達哉▼    | 一力遼      | 許家元 P       | 横塚力▼      |
| 76 | 2021 | 井山裕太   |  | 芝野虎丸 ◎   | 許家元      | 一力遼       | 羽根直樹       |  | 黄翊祖▼      | 鶴山淳志▼   | 佐田篤史▼      | 大西竜平▼    |
| 77 | 2022 | 井山裕太   |  | 芝野虎丸     | 許家元      | 一力遼◎      | 羽根直樹▼      |  | 鶴山淳志▼    | 余正麒P     | 本木克弥▼      | 佐田篤史▼    |
| 78 | 2023 | 井山裕太   |  | 一力遼◎全    | 余正麒      | 許家元       | 芝野虎丸       |  | 大竹優▼      | 富士田明彦▼ | 鶴山淳志▼      | 本木克弥▼    |

#### 本因坊リーグ在籍期数
2023年第78期終了時点での本因坊リーグ通算在籍記録（タイトル在籍期間を含む）。太字は本因坊獲得者。
34期 坂田栄男
32期 林海峰
26期 加藤正夫
23期 趙治勲
22期 高川格
21期 橋本宇太郎、武宮正樹
18期 木谷實、小林光一
17期 張栩
16期 藤沢秀行
15期 羽根直樹、山下敬吾
13期 藤沢朋斎、大竹英雄、趙善津、高尾紳路、井山裕太
12期 島村俊広、片岡聡、王銘琬
11期 石田芳夫、王立誠
10期 山田規三生
9期 山部俊郎、山城宏、結城聡
8期 宮下秀洋、依田紀基
7期 岩本薰、杉内雅男、岩田達明、柳時熏
6期 橋本昌二、小松英樹、河野臨、黄翊祖、芝野虎丸
5期 曲励起、加納嘉德、淡路修三、小林覚、蘇耀国、一力遼
4期 長谷川章、大平修三、高木祥一、彦坂直人、三村智保、伊田篤史、本木克弥
3期 前田陳爾、林有太郎、鈴木越雄、窪內秀知、梶原武雄、半田道玄、榊原章二、加田克司、白石裕、楊嘉源、瀬戸大樹、許家元
2期 関山利一、加藤信、篠原正美、鯛中新、瀬川良雄、宮本直毅、久井敬史、茅野直彥、羽根泰正、石井邦生、小島高穂、工藤紀夫、酒井猛、今村俊也、陳嘉鋭、宮沢吾朗、鶴山淳志、佐田篤史
1期 鈴木為次郎、久保松勝喜代、瀬越憲作、吳清源、中村勇太郎、酒井通温、瀬尾寿、鈴木五良、細川千仞、村島誼紀、石博郁郎、星野紀、本田邦久、佐藤直男、中野寛也、石田章、大矢浩一、潘善琪、溝上知親、中小野田智己、坂井秀至、余正麒、三谷哲也、安斎伸彰、志田達哉、横塚力、大西竜平

## 書籍
- 本因坊戦十五年 毎日新聞社出版室図書編集部 編 毎日新聞社  1956
- わが本因坊戦の分析 本因坊秀格 著 東京創元社  1959
- 本因坊戦全集 第1巻 (創設の時代) 毎日新聞社 毎日新聞社  1969
- 本因坊戦全集 第2巻 (東西激突の時代) 毎日新聞社 毎日新聞社  1970
- 本因坊戦全集 第3巻 (高川時代) 毎日新聞社 毎日新聞社  1970
- 本因坊戦全集 第4巻 (高川から坂田へ) 毎日新聞社 毎日新聞社  1970
- 本因坊戦全集 第5巻 (坂田時代) 毎日新聞社 毎日新聞社  1970
- 本因坊戦全集 第6巻 (坂田から林海峯へ) 毎日新聞社 毎日新聞社  1970
- 本因坊戦全集 別巻 [第1] (名人引退碁・ほか) 毎日新聞社 毎日新聞社  1970
- 本因坊戦全集 別巻 [第2] (呉清源特別棋戦 上) 毎日新聞社 毎日新聞社  1971
- 本因坊戦全集 別巻 [第3] (呉清源特別棋戦 下) 毎日新聞社 毎日新聞社  1971
- 本因坊戦全集 [付録] : 1～6,別巻[1]～[3] 毎日新聞社  1971
- 石田芳夫打碁集 第2巻 本因坊戦 : 疾風の譜 大泉書店  1975
- 本因坊戦 : 全記録 第33期 毎日新聞社 編 毎日新聞社  1978
- 本因坊戦 : 全記録 第34期 毎日新聞社 編 毎日新聞社  1979
- 本因坊戦 : 全記録 第35期 毎日新聞社 編 毎日新聞社  1980
- 本因坊戦 : 全記録 第36期 毎日新聞社 編 毎日新聞社  1981
- 本因坊戦七番勝負 : 決闘譜 第46期 毎日新聞社学芸部 編 三一書房  1992
- 本因坊戦七番勝負 : 決闘譜 第47期 毎日新聞社学芸部 編 三一書房  1993
- 本因坊戦七番勝負 : 決闘譜 第45期 毎日新聞社学芸部 編 三一書房  1993
- 本因坊戦七番勝負 : 決闘譜 第48期 毎日新聞社学芸部 編著 三一書房  1994